# Forum Romanum (књига)
Forum Romanum: римска држава, право, религија и митови је свеобухватна научна монографија енциклопедијског карактера са преко 1000 одредница које се односе на појмове из доба Античког Рима, а пре свега у области римског права, институција римске државе и римске митологије. Аутор књиге је српски правник и правни историчар др Жика Бујуклић, професор Римског приватног права на Правном факултету Универзитета у Београду.

## Опис
У другом делу књиге, дати су преводи неких од најважнијих историјских извора за проучавање римског права, попут Краљевских закона (лат. Leges regiae), Закона дванаест таблица, одабраних закони, међународни уговор између Рима и Картагине, затим едикти...

## Награде
За ово дело, професор Бујуклић је 2006. године добио Универзитета у Београду за најбоље научно остварење на овом универзитету.